# Eumelea algidaria
Eumelea algidaria är en fjärilsart som beskrevs av Walker 1866. Eumelea algidaria ingår i släktet Eumelea och familjen mätare. Inga underarter finns listade i Catalogue of Life.